# Rupert I. (Passau)
Rupert (* ?; † 1165) war von 1164 bis 1165 (als Rupert I.) der 27. Bischof von Passau.
Rupert war Domdekan von Passau (kaiserlich gesinnt). Er unterstützte den Gegenpapst Paschalis III., konnte aber nicht die Mehrheit des Passauer Klerus für den kaiserlichen Papst gewinnen.